# Elassoma okefenokee
Elassoma okefenokee är en fiskart som beskrevs av Böhlke 1956. Elassoma okefenokee ingår i släktet Elassoma och familjen Elassomatidae. Inga underarter finns listade i Catalogue of Life.
Exemplaren blir vanligen 2,3 cm långa och når ibland en längd av 3,4 cm.
Arten förekommer i sydöstra USA i delstaterna Georgia och Florida. Den lever i olika vattendrag och i Lake Okeechobee. Fisken hittas i vattendrag med flera vattenväxter (ofta med arter av särvsläktet) och slam som grund. Honor fäster äggen på växter. Vattnets temperatur ligger mellan 4 och 30°C.
För beståndet är inga hot kända. Hela populationen anses vara stabil. IUCN listar arten som livskraftig (LC).